# ダニエル書補遺
『ダニエル書補遺』（ダニエルしょほい）とは『ダニエル書』のギリシア語訳で、マソラ本文になく、ユダヤ教および一部キリスト教教派から正典と認められていない部分のこと、及びそれをまとめた書物の名称である。『ダニエル書への付加』（ダニエルしょへのふか）とも呼ばれる。

## 概要
今日の『ダニエル書』には、ユダヤ教および一部キリスト教教派が正典と認めない部分が3つ存在する。これらは七十人訳聖書等ギリシア語訳に見られるが、現在残るヘブライ語写本には対応する箇所をもたない。
- アザルヤの祈りと三人の若者の賛歌
- スザンナ
- ベルと竜

上記の3つの短編がそれである。
元々、これらの短編文書は同一時期に成立したものではなく、起源がそれぞれ異なるが、いずれの話も主人公がダニエルであるという共通点から、七十人訳聖書の編者が『ダニエル書』の前後に付け加えたと考えられる。
これらの文書は、著者などははっきりしないが、恐らく中間時代（旧約と新約の間の期間のこと）の頃のものと思われ、当時の偶像礼拝などの異教に対する姿勢を証している。
ギリシア語訳は正典の『ダニエル書』と同じく七十人訳とテオドチオン訳の2つが知られているが、後者は写本が多く見つかっている。2つの訳は「アザルヤの祈りと三人の若者の賛歌」においては双方の一致が見られるが、残りの2つは内容も大きく異なる部分が存在する。
ヒエロニムスはウルガータ翻訳の際、テオドチオン訳を底本に使用した。なぜなら、当時は七十人訳があまり一般的ではなかったからである（なお、近年の校訂では両方の訳を併記することが多い）。

## 成り立ち
キリスト教のうち、カトリック教会、正教会、英国国教会などはヘブライ語聖書に無い部分も含んだ『ダニエル書』を正典としてきたのに対し、プロテスタントのほとんどではマルティン・ルター以来ヘブライ語聖書に含まれる部分の『ダニエル書』のみを正典とし、それ以外の部分を排除してきた。聖書が各国語に翻訳されてきたときもそれぞれの教派の立場は維持されてきたが、共同訳を作るにあたり、その扱いをどうするかが問題となった。そこで、1968年にプロテスタントの聖書協会世界連盟とローマの教皇庁キリスト教一致推進事務局とが共同で公にした「聖書の共同翻訳のための標準原則」において、
- ヘブライ語のダニエル書にある部分のみを『ダニエル書』として旧約聖書に入れる。
- ヘブライ語のダニエル書には無いがギリシア語のダニエル書にはある部分だけをひとまとめにして『ダニエル書補遺』として旧約聖書続編に入れる。

ことに定められた。このようにして生まれたのが『ダニエル書補遺』である。
なお、このような「ヘブライ語のダニエル書には無いがギリシャ語のダニエル書にはある部分をだけをひとまとめにする」方法はこのとき初めて行われたものではない。例えば、英国国教会は欽定訳聖書などにも含まれていたこの部分を正典のうちに入れて典礼などにも使用していたところ、英国聖書協会においては聖書を印刷し配付するにあたって「聖書協会が印刷配付する聖書は聖書以外のものと一緒に製本してはならない」という世界中の聖書協会共通の原則に従ったためにこれらの部分がない聖書が大量に普及した。そこで英国国教会では安価にまたは無償で手に入る『聖書協会の聖書』と『英国国教会が聖書とするもののうち聖書協会の聖書に含まれないものを一冊にまとめた本』（アポクリファと呼ばれる）を併用する方法が考え出され、普及したのだが、この中に「ヘブライ語のダニエル書には無いがギリシア語のダニエル書にはある部分をだけをひとまとめにした」ダニエル書補遺に相当する部分も入ることになったものである。

## アザルヤの祈りと三人の若者の賛歌
この文書は正典でいうと3章に挿入された付加部分である。元来、特別に題名は付けられていなかった。燃え盛る炉に投げ込まれたアザルヤ（アベデネゴのヘブライ語表記）が代表として祈った祈りが主な内容である。祈りに入る前に短い散文形式の導入部も存在する。その後に、3人は炉に入れられるが天使に守られ、神を賛美する（賛美はアンティフォナの形式である）。祈りの形式は『エズラ記』9:6-15や『ネヘミヤ記』9:5-37などに共通するものがある。
内容としては、正典の『ダニエル書』3章「燃え盛る炉に投げ込まれた三人」の変形である。
後半の賛美の部分は「万物の頌」と称され、 聖公会祈祷書の早祷にも使用された。

### 著者問題
この物語にはいくつかの疑問が残る。主なものを挙げると、
- 2つの小品の著者は同一人物か
- 同一人物でなければ、著者年代は特定できるか
- 同一人物でなければ、編集者は、どちらかか、それとも第三者の手によるものか

などである。
これらの問いに全て答えることは出来ないが、祈りの中に現在の災禍への言及があり、恐らく初期のマカベア戦争の事であろうと推測される。従って著者も恐らくパレスチナのユダヤ人であろう。

## スザンナ

### あらすじ

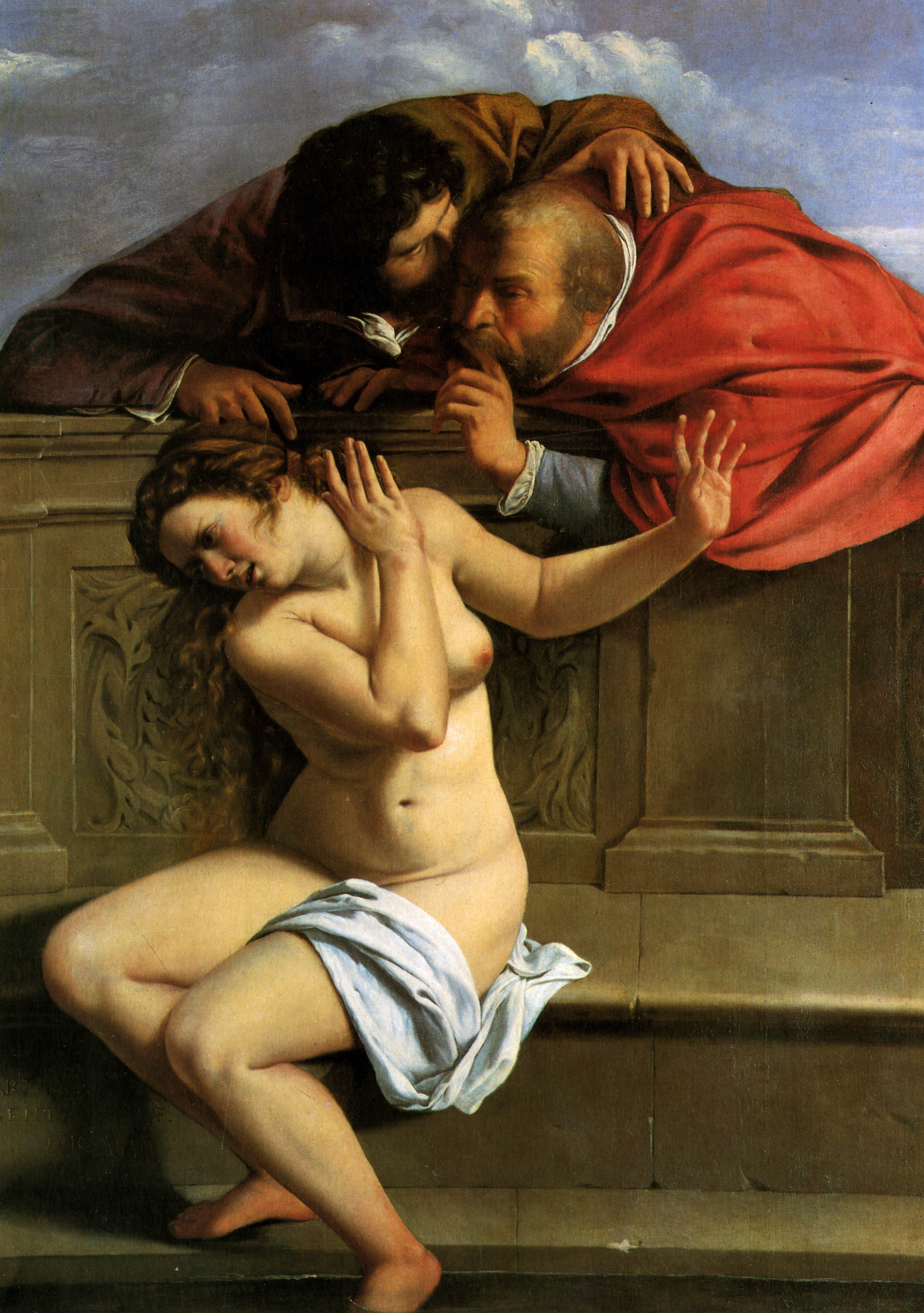
『スザンナと長老たち』

バビロンのユダヤ人社会を舞台として書かれたこの文書の主人公がスザンナ（ユリの意、スーサンナとも）である。彼女は有力者のヨアキム（エホヤキム、ヨーアキムとも）の妻であり、素晴らしい美貌と律法の知識を持っていた。ある年、巡回裁判官に選ばれた長老が水浴びをしているスザンナを覗いてしまう。そして情交を迫るが、抵抗される。長老はこの事実を隠すために、姦淫の罪で彼女を訴えてしまう。このとき、神がダニエルの「聖なる霊」を呼び起こし、ダニエルは「わたしはこの女性の血に責任はない」と叫び、彼女の潔白を証明するのである。

### 解説
この「スザンナ」、及び「ベルと竜」は推理小説であり、「最古の推理小説」といわれることもある。また、オリゲネスの時代からギリシャ語の語呂合わせの存在が指摘されている。
また、「ダニエル」という名前は、「神は我が裁き主」という意味であり、偶然にしては出来過ぎている。このことからも、この小品は元々あった物語の主人公の若者を名前だけダニエルに置き換えたのではないかと考える研究者もいる。恐らく紀元前95年ごろに、ファリサイ派とサドカイ派の間で起こった『申命記』の解釈についても論争がベースになっているのであろう。
登場する2人の長老が証人（告発人）になり得た理由は、「いかなる犯罪であれ、およそ人の犯す罪について…二人ないし三人の証人の証言によって、その事は立証されねばならない。」（『申命記』19:15）とあるからである。最終的には『申命記』19:18-19「…もしその証人が偽証人であり、同胞に対して偽証したということになれば、彼が同胞に対してたくらんだ事を彼自身に報い、…」の言葉通り処刑される。

### 画題
スザンナはしばしば美術家の画題となった。中世では主に祈る姿が、またルネサンス以降では水浴場面が描かれた。水浴の場面の描写については、ヨーロッパの画家が、宗教心からではなく「裸婦スザンナ」に興味を持って描いたものである。

## ベルと竜
ベルと竜というこの文書は更に2つに分けられる。すなわち「ベル」と「竜」についての短編に分類されるのである。なお、話の内容は両者とも正典を変形させたものである。以下、それぞれ解説する。

### ベル
バビロンの人々はベル（ベール・マルドゥグ、メロダグとも）という偶像を崇めていた。王もまた、それを礼拝していた。しかしダニエルはそれを敬おうとしない。そこで王は、ベルが大量の食料を消費しているのを認めないのかと咎める。しかしダニエルはベルが偶像であると断言し食料を消費しているのは祭司らであることを突き止める。祭司は処刑されベルの神殿は壊されることとなった。

### 竜
バビロニア人は竜（大蛇とも）を信仰していた。ダニエルは王に認められ、ピッチと脂肪と毛髪によって作られた団子でこの竜を破裂させ殺す。怒った民衆はダニエルをライオンの洞穴へ投げ込ませる。そこでダニエルは7日間を過ごし、ハバククに助けられる、という内容である。
内容としては、正典の『ダニエル書』6章「獅子の洞窟に投げ込まれたダニエル」の変形である。